# Louis-Léon de Brancas
Pour les articles homonymes, voir Brancas.
Louis-Léon-Félicité de Brancas, 3e duc de Lauraguais (1755), 6e duc de Villars, né le 3 juillet 1733 à Paris et mort le 9 octobre 1824 à Paris, est un littérateur français. Fils de Louis de Brancas, 5e duc de Villars-Brancas, et d'Adélaïde Geneviève d'O, marquise de Franconville, sa première épouse.

## Biographie
Ayant quitté la carrière des armes pour vivre à Paris dans le monde élégant, il s’y fit une prompte réputation par son esprit et ses bons mots. Il ne montra pas moins de goût pour les lettres et les sciences que pour les plaisirs. Il s'occupa activement de faire adopter par les acteurs des costumes conformes à la vérité historique, et il paya 20 000 livres aux comédiens du Théâtre-Français pour qu’ils consentissent à enlever de la scène les banquettes de spectateurs qui empêchaient l’illusion. Il fit ensuite des dépenses considérables pour des expériences scientifiques et fut obligé de vendre sa bibliothèque, une des plus riches de l’époque. L’Académie des sciences le reçut comme associé en 1771.
Sous l’Ancien Régime, il reste « fameux par son […] enthousiasme pour les usages de l’Angleterre, par l’éclat de ses aventures galantes, par sa philosophie un peu cynique et par un luxe qui consomma toute sa fortune». 
Vergennes, lors de la guerre d'indépendance américaine, utilisa les fréquents voyages que le jeune gentilhomme faisait à Londres ; il apparaissait comme un homme utile à la diplomatie française du fait de ses relations avec Shelburne et certains membres de l’opposition ainsi qu'avec le cercle d’Arthur Lee.
Au début de la Révolution, il participa à la rédaction de la revue "Les actes des Apôtres", animée par Jean-Gabriel Peltier.
Le gouvernement de la Restauration le nomme lieutenant-général des armées du roi (1814) et pair de France.

### Mariage et descendance
Marié, le 11 janvier 1755 à Paris, avec Élisabeth-Pauline de Gand-Vilain-Merode-Isenghien (1737-guillotinée le 16 février 1794), dame d'Arlay, Nozeroy, Montaigu..., il en a deux filles légitimes : 
- Pauline-Louise de Brancas (1755-1812), mariée le 19 janvier 1773 à Paris avec Louis-Engelbert (1750-1820), duc d'Arenberg, ;
- Antoinette Candide de Brancas (1758-1777), religieuse à l'Abbaye-aux-Bois.

Avec sa maîtresse, la chanteuse Sophie Arnould, il eut quatre enfants, dont Antoine-Constant de Brancas, colonel du Premier Empire mort à Essling.
Orphelin de mère à sa naissance, il était le beau-fils de Diane Adélaïde de Mailly.
Sans postérité masculine légitime, il a pour successeur comme duc de Villars, duc de Lauraguais et pair de France son neveu Louis Marie Baptiste de Brancas.

## Œuvres
On a de lui quelques Mémoires scientifiques, de nombreuses brochures politiques, et deux tragédies qui ne furent pas représentées : Clytemnestre (Paris, 1764, in-8), où l’on rencontre quelques vers heureux ; Jocaste. (Paris, 1781, in-8), où ce qu’il y a de plus clair, dit Grimm, c’est l’énigme du sphinx.
- Clytemnestre, tragédie en 5 actes et en vers, Paris, 1761.
- Mémoire sur l'inoculation, Paris, 1763.
- Mémoire sur la compagnie des Indes, Paris, 1769
- Tableau de la constitution françoise, ou Autorité des rois de France dans les différens ages de la monarchie, 1771.
- Mémoire pour moi ; par moi Louis de Brancas, comte de Lauraguais ; à Londres, 1773, in-8[4] (Bibliothèque historique de la ville de Paris).
- Jocaste, tragédie en cinq actes, 1781.
- Dissertation sur les Assemblées nationales, sous les trois races des rois de France, Paris, 1788.
- Lettre sur les Etats-généraux, convoqués par Louis XVI, et composés par M. de Target par M. le Comte de Lauraguais, Paris, 1788.
- Première lettre d'un incrédule à un converti, Paris, 1796 (?)

## Pour approfondir

### Pages connexes
- Duc de Villars